# Bardon Art
Bardon Art fue una agencia de distribución de cómic e ilustraciones, radicada entre Barcelona y Londres (de ahí su nombre: Bar, por Barcelona, y Don, por London). Fundada por Jordi Macabich y Barry Coker en 1957, cerró en 2010.

## Características
Del mismo que otras agencias de la época, como Creaciones Editoriales o Selecciones Ilustradas, se encargaba de proporcionar y distribuir encargos para el extranjero a los dibujantes españoles. Sus principales mercados eran el alemán, danés, británico y holandés.
Este material podía ser publicado en España más tarde. Es el caso de la revista "Espía" (1963), donde la Editorial Maga recuperó las historietas bélicas que Matías Alonso, Luis Bermejo, José Ortiz y Miguel Quesada habían creado para Fleetway.
Tanteó también el mercado estadounidense a través de la Western Printing y, ya en 1970, facilitó el desarrollo de la serie Friday Foster, dibujada por Jordi Longaron.
Jordi Bernet también trabajó abundamente para esta agencia, con series como Andrax (1974).

## Artistas representados
Para ella, trabajaron Antoni Bancells Pujadas, José Luis Beltrán, Luis Bermejo, Jaime González, Joaquín Blázquez, Joan Boix, Daniel Branca, Alberto Breccia, Jordi Bernet, Enrique Cerdan, Francisco Cueto, César Ferioli, Emilio Frejo, Albert Garcia, Andrés Klacik, Rafael López Espí, Jaime Mainou, Bruno Marraffa, Esteban Maroto, Josep Martí, Joan Martí, José Mascaro, Angel Nadal, Nin, Jordi Pineda, Francisco Rodríguez Peinado, Rojas, Ales Salas, Leopoldo Sánchez Ortiz, Tino Santanach, Santiago Scalabroni, Trini Tinturé, Francisco Torá, Juan Torres Pérez, Adolfo Usero, Vicar, Xuasus, Noiquet (pseudónimo de Joan Beltrán Bofill).
Les pagaba muy bien (para los estándares de la época), aunque no respetaba los derechos de autor y ni siquiera su firma, además de no devolverles los originales.